# Bartom II
Bartom II (mort en 72) est un roi géorgien qui règne à Mtskheta de 55 à 72 apr. J.-C.

## Règne
Bartom II est le fils aîné du roi Pharsman/Aderk et de son épouse, une fille du roi d'Arménie. Selon l'historien et prince Vakhoucht Bagration, son père divise à sa mort son royaume :
- l'aîné, Bartom, reçoit la partie nord du royaume ;
- le cadet, Qartam, règne dans le sud du royaume.

C'est ainsi que le royaume de Karthlie aurait été divisé en deux, et ce, jusqu'en 122.
Vakhousti raconte que par la suite, lorsque sous le règne de l'empereur romain Vespasien, les Juifs doivent fuir en 70 la Judée après la destruction du Temple, ils trouvent refuge auprès de Bartom II et de son frère qui les installent dans la plaine de l'Aragvi, avec leurs cousins qui avaient déjà pris possessions de ces terres depuis le VIe siècle av. J.-C. Il meurt deux ans plus tard, en même temps que son frère Qartam.

## Famille
Il a épousé une noble géorgienne dont il a eu un fils unique :
- Kaos, roi de Mtskheta.